# Ardrahan
El Ardrahan es un queso semitierno hecho de leche de vaca. Procede de la Ardrahan Farmhouse, en Kanturk (Condado de Cork, Irlanda). Eugene y Mary Burns hicieron el primer Ardrahan en su granja en 1983 usando técnicas tradicionales. Este queso irlandés se hace íntegramente con leche de la vacada de los Burns, compuesta por frisonas.
Es un queso vegetarino hecho con leche entera y cuajo vegetal. Tiene un 25% de grasa y se elabora en ruedas de 400 g y 1,5 kg con una corteza lavada con salmuera y encrestada por los moldes.
El Ardrahan tiene un sabor y aroma terroso y campesino, y un regusto acre que mejora el rico sabor a mantequilla y carne. Tiene una textura suave, un interior amarillo oscuro y una corteza comestible en toda la pieza. Su interior es firme y ligeramente calcáreo. Envejece entre 4 y 6 semanas.
El Ardrahan ha ganado muchos premios, incluyendo varias medallas en los British Cheese Awards.
- Datos: Q2744126